# Operation: Endgame
Operation: Endgame è un film del 2010 diretto da Fouad Mikati.

## Trama
Due squadre speciali, chiamate Alfa e Omega, lavorano in un'agenzia governativa nel sottosuolo di un grattacielo. Ogni persona delle due squadre ha un nome collegato alle carte dei tarocchi.
Un giorno arriva alla squadra Omega il matto, ma nello stesso giorno il capo viene assassinato. Le due squadre antagoniste rimangono quindi bloccate nel sottosuolo e il matto dovrà trovare chi è l'assassino prima che la base esploda.